# John Garfield
John Garfield, geboren als Jacob Julius Garfinkle (New York, 4 maart 1913 - aldaar, 21 mei 1952) was een Amerikaanse film- en toneelacteur.
Hij vertolkte vooral volkse, wat opstandige en broeierige types. In het Hollywood van de jaren veertig was hij de belichaming van 'de rebel'. Zijn manier van acteren inspireerde later acteurs als Marlon Brando, James Dean, Montgomery Clift en Robert De Niro. 
In de jaren 1950 was hij een van de slachtoffers van het Mccarthyisme en belandde op de Zwarte lijst van Hollywood. Mogelijk als gevolg hiervan overleed hij op 39-jarige leeftijd aan een hartaanval.

## Privéleven
Garfield huwde in 1935 met Roberta Seidman. Ze hadden drie kinderen: Katherine (1938-1945), David (1943–1994) en Julie (1946). David en Julie werden later ook acteur.

## Filmografie
- 1938 - Four Daughters (Michael Curtiz)
- 1939 - Four Wives (Michael Curtiz)
- 1939 - They Made Me a Criminal (Busby Berkeley)
- 1939 - Blackwell's Island (William C. McGann)
- 1939 - Juarez (William Dieterle)
- 1939 - Daughters Courageous (Michael Curtiz)
- 1939 - Dust Be My Destiny (Lewis Seiler)
- 1940 - Castle on the Hudson (Anatole Litvak)
- 1940 - Saturday's Children (Vincent Sherman)
- 1940 - Flowing Gold (Alfred E. Green)
- 1940 - East of the River (Alfred E. Green)
- 1941 - The Sea Wolf (Michael Curtiz)
- 1941 - Out of the Fog (Anatole Litvak)
- 1941 - Dangerously They Live (Robert Florey)
- 1942 - Tortilla Flat (Victor Fleming)
- 1943 - Air Force (Howard Hawks)
- 1943 - The Fallen Sparrow (Richard Wallace)
- 1943 - Thank Your Lucky Stars (David Butler)
- 1943 - Destination Tokyo (Delmer Daves)
- 1944 - Between Two Worlds (Edward A. Blatt)
- 1944 - Hollywood Canteen (Delmer Daves)
- 1945 - Pride of the Marines (Delmer Daves)
- 1946 - The Postman Always Rings Twice (Tay Garnett)
- 1946 - Nobody Lives Forever (Jean Negulesco)
- 1946 - Humoresque (Jean Negulesco)
- 1947 - Body and Soul (Robert Rossen)
- 1947 - Gentleman's Agreement (Elia Kazan)
- 1947 - Daisy Kenyon (Otto Preminger) (cameo)
- 1948 - Anni difficili (Luigi Zampa) (verteller)
- 1948 - Force of Evil (Abraham Polonsky)
- 1949 - We Were Strangers (John Huston)
- 1949 - Jigsaw  (Fletcher Markle) (cameo)
- 1950 - Under My Skin (Jean Negulesco)
- 1950 - The Breaking Point (Michael Curtiz)
- 1951 - He Ran All the Way (John Berry)

## Nominaties
- 1939 - Four Daughters: Oscar voor beste mannelijke bijrol
- 1948 - Body and Soul: Oscar voor beste mannelijke hoofdrol

- Biblioteca Nacional de España: XX1167561
- Bibliothèque nationale de France: cb14048135d (data)
- Gemeinsame Normdatei: 11912307X
- International Standard Name Identifier: 0000 0001 2102 4958
- Library of Congress Control Number: n50015183
- Nationale Bibliotheek van Tsjechië: xx0171361
- Nationale Bibliotheek van Israël: 987007463234405171
- SNAC: w6r04ckb
- Système universitaire de documentation: 05034496X
- Virtual International Authority File: 76516960
- WorldCat: E39PBJtX9Ffvv3KjR37rcVpkjC